# Senjamin Burić
Senjamin Burić (* 20. November 1990 in Doboj, SR Bosnien, SFR Jugoslawien) ist ein bosnisch-herzegowinischer Handballspieler. Er spielt für Skjern Håndbold sowie 16 Jahre für die bosnisch-herzegowinische Handballnationalmannschaft.

## Leben
Burić begann mit dem Handballspielen erst mit 13 Jahren, zusammen mit seinem Zwillingsbruder Benjamin Burić in seiner Heimatstadt Maglaj. Im Alter von 17 Jahren wechselten die beiden an die Handballschule von HRK Izviđač Ljubuški. Senjamin Burić probierte sich auch kurz als Torwart aus, war aber zu lauffreudig. Von der Handballschule schafften er und sein Bruder es im Jahr 2010 in die Profimannschaft. Nach drei Jahren ging es für die Zwillinge nach Slowenien zum RK Velenje. Dort trennte sich der Weg der beiden im Jahr 2016: Benjamin Burić ging nach Deutschland zur HSG Wetzlar in die Bundesliga, Senjamin Burić zum HBC Nantes nach Frankreich in die Starligue.
Mit Nantes stand er 2016 im Finale der Trophée des Champions (französischer Supercup), gewann er in der Saison 2016/2017 den Pokal, wurde Meisterschaftszweiter und stand im Finale des Ligapokals. Wegen eines Kreuzbandrisses verpasste er das Finale der EHF Champions League im Jahr darauf, das Nantes verlor. Diese Verletzung war es auch, die ihm einen Wechsel in die Bundesliga verwehrte – er wechselte zu Beginn der Saison 2018/19 nach Kroatien zum RK Zagreb, mit dem er sowohl Pokal als auch Meisterschaft gewann. Noch während der Saison, im Januar 2019, unterschrieb er für den Sommer hin einen Zweijahresvertrag beim französischen Verein Cesson-Rennes Métropole HB, doch der Verein aus Rennes stieg am Ende der Saison 2018/2019 in die zweite Liga ab. Der Abgang von Romaric Guillo zu Vive Kielce ergab einen Platz im Kader von HBC Nantes und es kam zu einer Vereinbarung zwischen den drei Parteien (Cesson-Rennes, Nantes und Burić), wodurch Burić für eine Saison nach Nantes zurückkehren konnte. Nach nur einer Saison in Nantes, in der die Mannschaft Zweiter der Meisterschaft wurde, wechselte Burić wieder zurück nach Zagreb und von dort ging es nach einer Saison nach Dänemark zu Skjern Håndbold in der Håndboldligaen, wo er einen Zweijahresvertrag unterschrieb und von der Rückennummer 10 auf die 7 wechselte.
Er ist seit dem Jahr 2018 mit der kroatischen Handballspielerin Sonja Bašić verheiratet, sie haben einen gemeinsamen Sohn und eine Tochter.

## Erfolge

### Vereinsebene, national
- 2016: Finalist Trophée des Champions
- 2017: Sieger Coupe de France
- 2017: Finalist Coupe de la Ligue
- 2017: Zweiter Starligue
- 2019: Sieger Premijer Liga
- 2019: Sieger Hrvatski rukometni kup
- 2020: Zweiter Ligue Nationale de Handball
- 2021: Sieger Premijer Liga
- 2021: Sieger Hrvatski rukometni kup

### Vereinsebene, international
- 2018: Finalist EHF Champions League

### Nationalmannschaft
- 2015: 20. Platz, Handball-Weltmeisterschaft der Männer
- 2020: 23. Platz, Handball-Europameisterschaft der Männer
- 2022: 23. Platz, Handball-Europameisterschaft der Männer
- 2024: 24. Platz, Handball-Europameisterschaft der Männer